# حسین محلوجی
محمدحسین محلوج‌چی (زاده ۱۳۲۶ در کاشان) معروف به حسین محلوجی وزیر معادن و فلزات در دولتهای اول و دوم اکبر هاشمی رفسنجانی بود و در سال ۱۳۸۱ بنیاد فرهنگ کاشان را تأسیس کرد.

## تحصیلات
محلوجی فارغ‌التحصیل از هنرستان فنی حرفه‌ای از کاشان و دارای مدرک کارشناسی مکانیک از دانشگاه تهران است.

## فعالیت‌های سیاسی
محلوجی فعالیت‌های خود را با عضویت در سازمان مجاهدین خلق آغاز کرد ولی پس از دو سال فعالیت در سال ۱۳۵۲ از این مجموعه جدا شد. بعد از انقلاب ۱۳۵۷ ابتدا در دفتر عمران امام خمینی در استان کردستان زیر نظر محمد غرضی مشغول به کار شد. سپس به حزب جمهوری اسلامی پیوست و به استانداری لرستان انتخاب شد. پس از عزل بنی صدر از ریاست جمهوری به سمت قائم مقامی وزیر وقت معادن و فلزات انتخاب شد. او پس از استعفای محمد امامی کاشانی از نمایندگی کاشان در انتخابات میاندوره‌ای سال ۱۳۶۱ به نمایندگی این شهرستان انتخاب شد و تا سال ۱۳۶۸ در این سمت باقی ماند. او در کابینه‌های اول و دوم هاشمی رفسنجانی به سمت وزیر معدن و فلزات انتخاب گردید.
| دوره نمایندگی | تعداد رای | درصد آراء |
| ------------- | --------- | --------- |
| اول           | ۵۹٬۴۴۶    | ۵۵۴٫۲     |
| دوم           | ۵۲٬۹۴۱    | ۵۵        |
| سوم           | ۴۹٬۴۶۸    | ۵۲٫۷      |